# San Giorgio La Molara
San Giorgio La Molara est une commune italienne de la province de Bénévent, dans la région Campanie.

## Administration
| Période                                  | Période  | Identité        | Étiquette     | Qualité |
| ---------------------------------------- | -------- | --------------- | ------------- | ------- |
| 2016                                     | En cours | Nicola De Vizio | Liste civique |         |
| Les données manquantes sont à compléter. |          |                 |               |         |

### Hameaux
Cardito

### Communes limitrophes
Buonalbergo, Casalbore, Foiano di Val Fortore, Ginestra degli Schiavoni, Molinara, Montefalcone di Val Fortore, Paduli, Pago Veiano, San Marco dei Cavoti